# Siège de Tunis (1705)
 (juillet 2023).
Si vous disposez d'ouvrages ou d'articles de référence ou si vous connaissez des sites web de qualité traitant du thème abordé ici, merci de compléter l'article en donnant les références utiles à sa vérifiabilité et en les liant à la section « Notes et références ».
Guerre algéro-tunisienne de 1705
Le siège de Tunis en octobre 1705 oppose d'un côté la régence d'Alger sous le règne du dey Hadj Moustapha et la régence de Tunis sous le règne de Hussein Ier.

## Contexte
L'ancien bey de Tunis, Ibrahim Cherif, part à la tête de son armée à la rencontre du dey d'Alger près du Kef. Cherif qui subit une défaite est capturé par les Algériens à la bataille du Kef le 8 juillet 1705. Le dey Hadj Moustapha décide ensuite de marcher sur Tunis, où Hussein Ier Bey, ancien lieutenant de Cherif qui avait fui le champ de bataille, s'est réfugié et déclaré bey de Tunis le 12 juillet 1705.

## Déroulement
L'armée algérienne arrive devant Tunis et la met sous siège. Les Tunisiens, craignant le pillage de leur ville, résistent énergiquement et proposent inutilement à Hadj Moustapha une rançon de 150 000 piastres afin de lever le siège. Le dey constate par la suite que les vivres et munitions deviennent de plus en plus rare, en plus de l'approche de la mauvaise saison. Mustapha décide alors d'abandonner le siège de Tunis et bat en retraite[réf. nécessaire].

## Conséquences
Hadj Moustapha se retire de Tunis, mais se fait harceler par les Tunisiens et les Kabyles durant sa retraite. Il contre-attaque et tue 500 de leurs hommes[réf. nécessaire]. Rentré à Alger le 12 octobre, il apprend qu'il a été remplacé par Hussein Khodja. Il sera tué à Collo (El Kala) par des janissaires le 3 novembre.
Hussein Ier Bey, après une lutte contre les partisans du retour de Cherif (parti « turc »), parvient à gouverner en paix pendant plus de 22 ans, jusqu'en 1728, lorsque son propre neveu qui avait été jusqu'en 1726 son lieutenant général se révolte contre lui.